# Малая теорема Фубини
Малая теорема Фубини (теорема Фубини о дифференцировании) — утверждение, позволяющее почленно дифференцировать ряд монотонных функций: всюду сходящийся ряд монотонных (неубывающих) функций:
{\displaystyle \sum _{n=1}^{\infty }F_{n}(x)=F(x)}
почти всюду допускает почленное дифференцирование:
{\displaystyle \sum _{n=1}^{\infty }F_{n}'(x)=F'(x)}.
Установлена Гвидо Фубини. Доказательство следует из леммы Фату.
Результат допускает ряд обобщений. В частности, он распространяется на произвольные неотрицательные счётно-аддитивные функции (этот результат также фигурирует как малая теорема Фубини). Если же от ряда потребовать равномерной сходимости, то для выполнения почленной дифференцируемости почти всюду на функции никаких дополнительных условий не накладывается.